# Miory (gmina)
Miory (przejściowo Mjory) – dawna gmina wiejska istniejąca do 1945 roku w woj. nowogródzkim/Ziemi Wileńskiej/woj. wileńskim w Polsce (obecnie Białoruś). Siedzibą gminy było miasteczko Miory (422 mieszk. w 1921 roku).
Na samym początku okresu międzywojennego gmina Miory należała do powiatu dziśnieńskiego w woj. nowogródzkim. 13 kwietnia 1922 roku gmina wraz z całym powiatem dziśnieńskim została przyłączona do Ziemi Wileńskiej, przekształconej 20 stycznia 1926 roku w województwo wileńskie. 1 stycznia 1926 roku gminę wyłączono z powiatu dziśnieńskiego i przyłączono do powiatu brasławskiego w tymże województwie.
1 kwietnia 1927 roku do gminy Miory przyłączono część obszaru zniesionej gminy Czeressa. 
Po wojnie obszar gminy Miory został odłączony od Polski i włączony do Białoruskiej SRR.

## Demografia
Według Powszechnego Spisu Ludności z 1921 roku gminę zamieszkiwało 5 078 osób, 3 785 było wyznania rzymskokatolickiego, 827 prawosławnego, 25 staroobrzędowego, 429 mojżeszowego a 12 mahometańskiego. Jednocześnie 3 505 mieszkańców zadeklarowało polską przynależność narodową, 1 138 białoruską, 404 żydowską, 19 litewską, 7 tatarską, 4 rosyjską i 1 łotewską. Były tu 902 budynki mieszkalne.